# Barre-des-Cévennes
Pour les articles homonymes, voir Barre et Cévennes.
Barre-des-Cévennes (en occitan, Barra de las Cevenas) est une commune française, située dans le sud-est du département de la Lozère en région Occitanie.
Exposée à un climat de montagne, elle est drainée par la Mimente, le Gardon de Sainte-Croix, le ruisseau de Malzac, le ruisseau de Briançon, le ruisseau de Rieutort et par divers autres petits cours d'eau. Incluse dans les Cévennes, la commune possède un patrimoine naturel remarquable : trois sites Natura 2000 (les « vallées du Tarn, du Tarnon et de la Mimente », la « vallée du Gardon de Mialet » et « les Cévennes ») et sept zones naturelles d'intérêt écologique, faunistique et floristique.
Barre-des-Cévennes est une commune rurale qui compte 200 habitants en 2022, après avoir connu un pic de population de 1 034 habitants en 1831. Ses habitants sont appelés les Barrois ou Barroises.

## Géographie
Barre-des-Cévennes se situe au cœur du parc national des Cévennes, dans le sud du département de la Lozère. Barre-des-Cévennes est située à 10 km au nord-ouest de Sainte-Croix-Vallée-Française, la plus grande localité aux alentours. Le village est situé à 920 mètres d'altitude. La Mimente, le Gardon de Sainte-Croix et le ruisseau d'Ajaric sont les principaux cours d'eau qui traversent la commune.

### Communes limitrophes
Les communes limitrophes sont  Cans et Cévennes, Cassagnas, Le Pompidou, Molezon, Saint-Martin-de-Lansuscle et Vebron.
| Cans et Cévennes |                    |                           |
| Vebron           | Barre-des-Cévennes | Cassagnas                 |
| Le Pompidou      | Molezon            | Saint-Martin-de-Lansuscle |

### Climat
Pour des articles plus généraux, voir Climat de l'Occitanie et Climat de la Lozère.
En 2010, le climat de la commune est de type climat des marges montargnardes, selon une étude s'appuyant sur une série de données couvrant la période 1971-2000. En 2020, Météo-France publie une typologie des climats de la France métropolitaine dans laquelle la commune est exposée à un climat de montagne ou de marges de montagne et est dans la région climatique Sud-est du Massif Central, caractérisée par une pluviométrie annuelle de 1 000 à 1 500 mm, minimale en été, maximale en automne.
Pour la période 1971-2000, la température annuelle moyenne est de 8,8 °C, avec une amplitude thermique annuelle de 15,9 °C. Le cumul annuel moyen de précipitations est de 1 384 mm, avec 10,4 jours de précipitations en janvier et 5,5 jours en juillet. Pour la période 1991-2020, la température moyenne annuelle observée sur la station météorologique la plus proche, située sur la commune de Rousses à 7 km à vol d'oiseau, est de 10,6 °C et le cumul annuel moyen de précipitations est de 1 268,8 mm,. Pour l'avenir, les paramètres climatiques de la commune estimés pour 2050 selon différents scénarios d'émission de gaz à effet de serre sont consultables sur un site dédié publié par Météo-France en novembre 2022.

### Cadre géologique

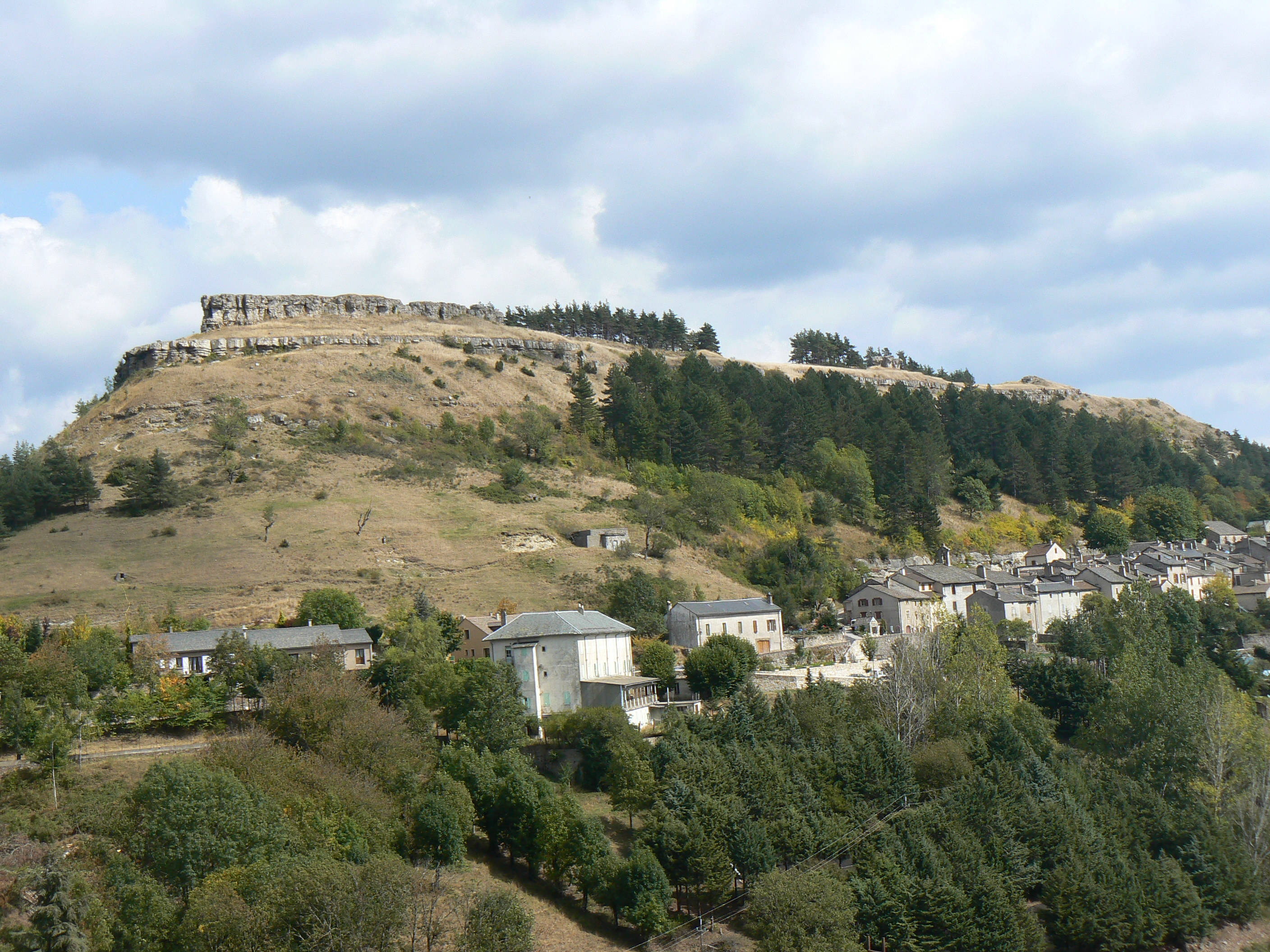
Le Castelas est une barre rocheuse orientée nord-ouest sud-est, témoin de l'ancienne couverture gréso-carbonatée déposée par les mers du mésozoïque, que l'érosion a séparée du causse Méjean.

Géologiquement, le village s'est implanté au contact de deux ensembles lithologiques majeurs : le socle hercynien (constitué des « schistes des Cévennes », série caractérisée dans la région par un faciès dominant de micaschistes quartzeux) et la couverture mésozoïque (constitué de grès et de calcaires). Cette couverture reposait sur une grande partie des Cévennes avant d'être décapée par l'érosion. Le territoire présente une relique de cette couverture, la barre rocheuse qui a été dans le passé reliée au plateau calcaire de la can de Tardonnenche, de l'Hospitalet et aux Grands Causses. Le socle hercynien, appelé traditionnellement  les « Cévennes cristallines » par les géologues, forme un relief disséqué où alternent des serres dénudées et les vallées cévenoles (les valats).

### Milieux naturels et biodiversité

#### Espaces protégés
La protection réglementaire est le mode d’intervention le plus fort pour préserver des espaces naturels remarquables et leur biodiversité associée,.
Dans ce cadre, la commune fait partie de la zone cœur du Parc national des Cévennes. Ce  parc national, créé en 1967, est un territoire de moyenne montagne formé de cinq entités géographiques : le massif de l'Aigoual, le causse Méjean avec les gorges du Tarn et de la Jonte, le mont Lozère, les vallées cévenoles ainsi que le piémont cévenol.
Les Cévennes sont également un territoire  reconnu réserve de biosphère par l'UNESCO en 1985 pour la mosaïque de milieux naturels qui la composent et qui abritent une biodiversité exceptionnelle, avec 2 400 espèces animales, 2 300 espèces de plantes à fleurs et de fougères, auxquelles s’ajoutent d’innombrables mousses, lichens, champignons,.

#### Réseau Natura 2000

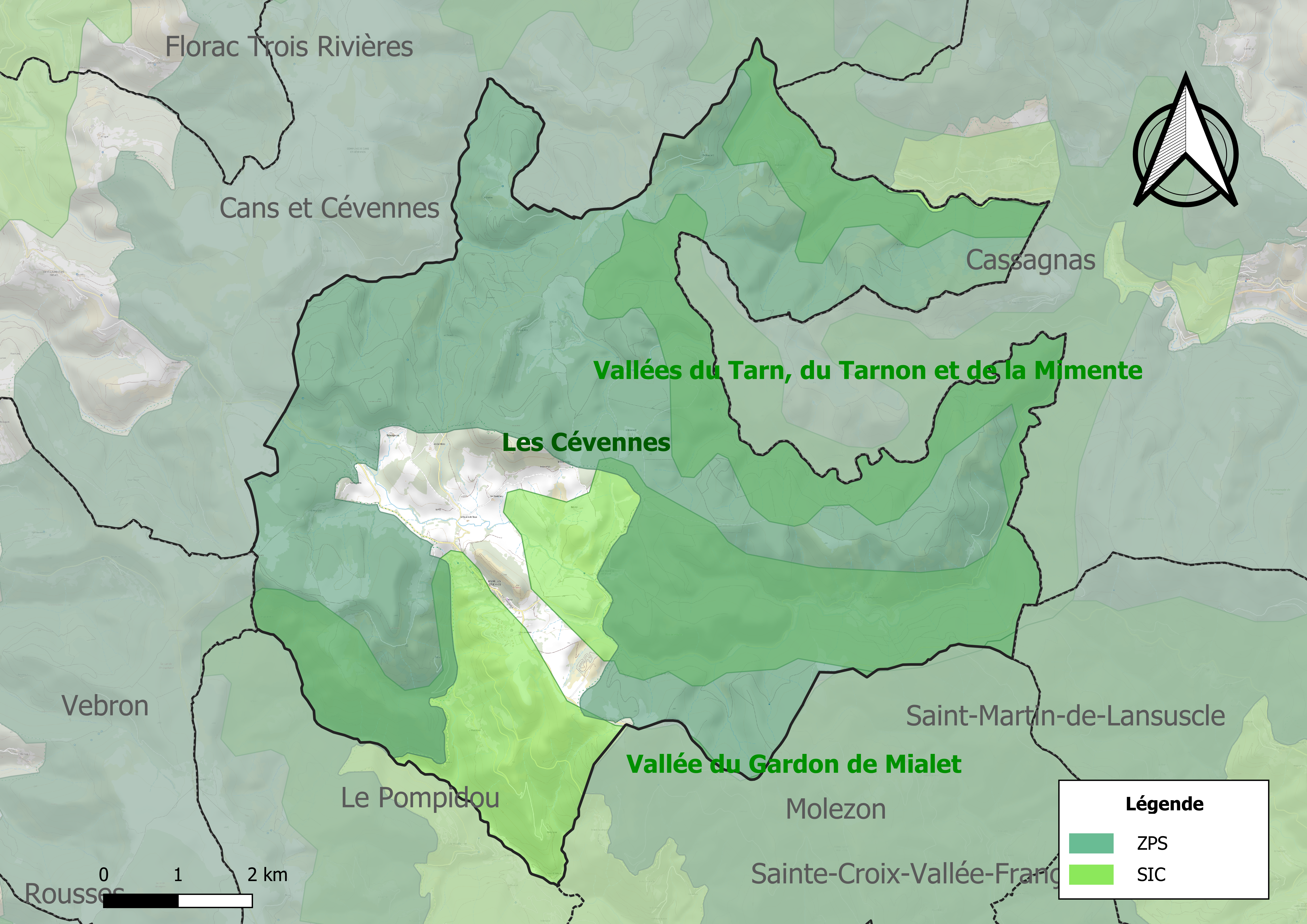
Sites Natura 2000 sur le territoire communal.

Le réseau Natura 2000 est un réseau écologique européen de sites naturels d'intérêt écologique élaboré à partir des directives habitats et oiseaux, constitué de zones spéciales de conservation (ZSC) et de zones de protection spéciale (ZPS).
Deux sites Natura 2000 ont été définis sur la commune au titre de la directive habitats :
- les « vallées du Tarn, du Tarnon et de la Mimente », d'une superficie de 10 493 ha, des habitats pour deux mammifères : la Loutre (Lutra lutra) et le castor[19] ;
- la « vallée du Gardon de Mialet », d'une superficie de 23 371 ha, abritant des populations de poissons d'intérêt communautaire, notamment le Barbeau méridional (Barbus meridionalis), mais aussi le Castor et l'Écrevisse à pattes blanches[20] ;

et un au titre de la directive oiseaux : 
- « les Cévennes », d'une superficie de 92 044 ha, correspondant précisément à la zone centrale du parc national des Cévennes et rassemblant plusieurs ensembles distincts. La diversité des milieux et des paysages permet le maintien d'une avifaune riche et diversifiée : au total, 135 espèces d'oiseaux, dont 22 inscrites à l'annexe 1 de la directive 79-409-CEE, recensées dans la zone centrale du parc, dont une vingtaine d'espèces de rapaces diurnes et sept nocturnes[21].

#### Zones naturelles d'intérêt écologique, faunistique et floristique
L’inventaire des zones naturelles d'intérêt écologique, faunistique et floristique (ZNIEFF) a pour objectif de réaliser une couverture des zones les plus intéressantes sur le plan écologique, essentiellement dans la perspective d’améliorer la connaissance du patrimoine naturel national et de fournir aux différents décideurs un outil d’aide à la prise en compte de l’environnement dans l’aménagement du territoire.
Quatre ZNIEFF de type 1 sont recensées sur la commune :
- le « Gardon de Sainte-Croix » (231 ha), couvrant 7 communes du département[23] ;
- les « pelouses du Pesquier » (32 ha)[24] ;
- les « ruisseaux de Malzac et de Rieutort » (128 ha), couvrant 3 communes du département[25] ;
- les « vallées de la Mimente et du Briançon » (74 ha), couvrant 4 communes du département[26] ;

et trois ZNIEFF de type 2, : 
- les « Can de l'Hospitalet » (2 062 ha), couvrant 9 communes du département[27] ;
- les « Hautes vallées des Gardons » (73 898 ha), couvrant 48 communes dont 27 dans le Gard et 21 dans la Lozère[28] ;
- la « vallée de la Mimente » (7 521 ha), couvrant 5 communes du département[29].

Cartes des ZNIEFF de type 1 et 2 à Barre-des-Cévennes.
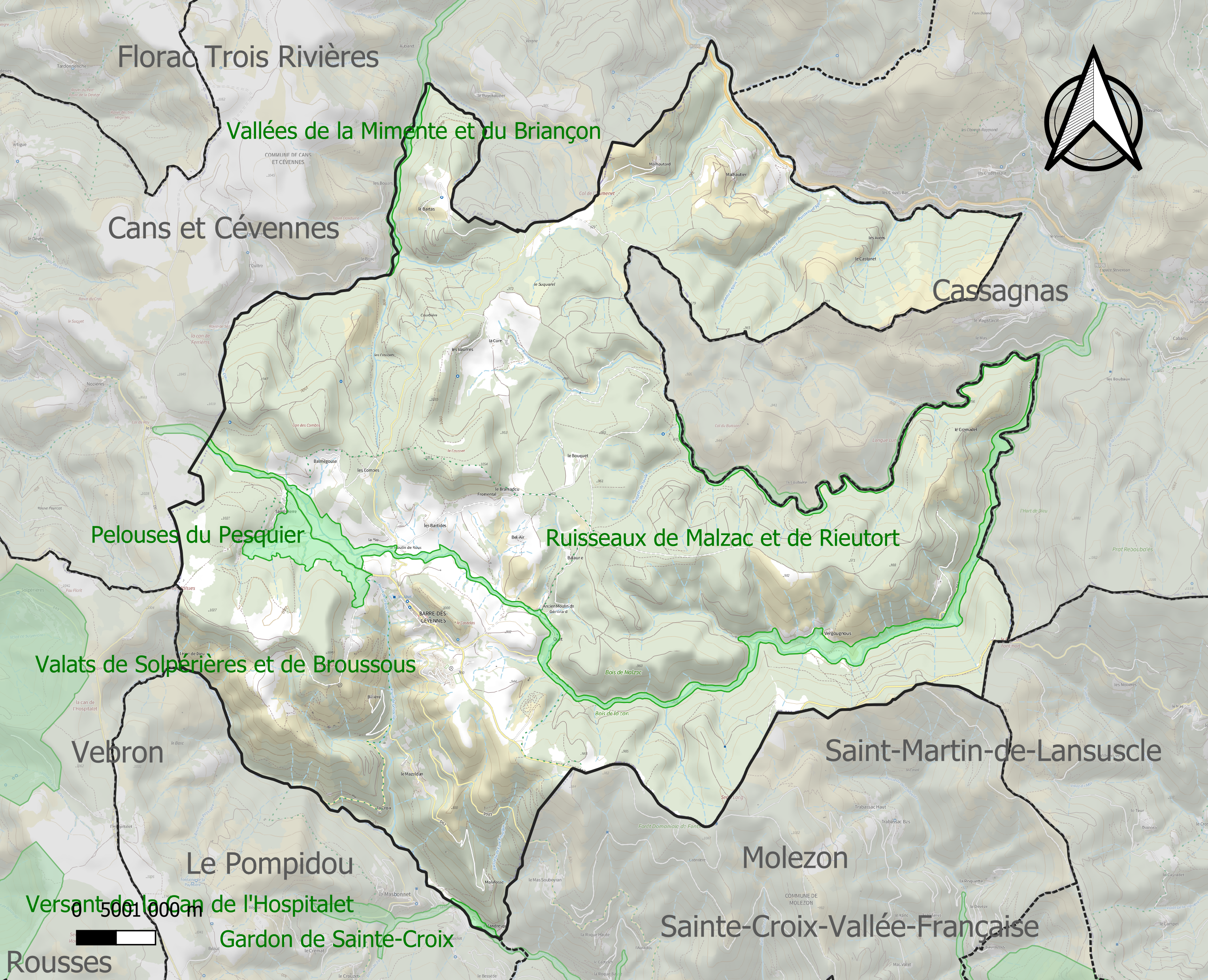
Carte des ZNIEFF de type 1 sur la commune.
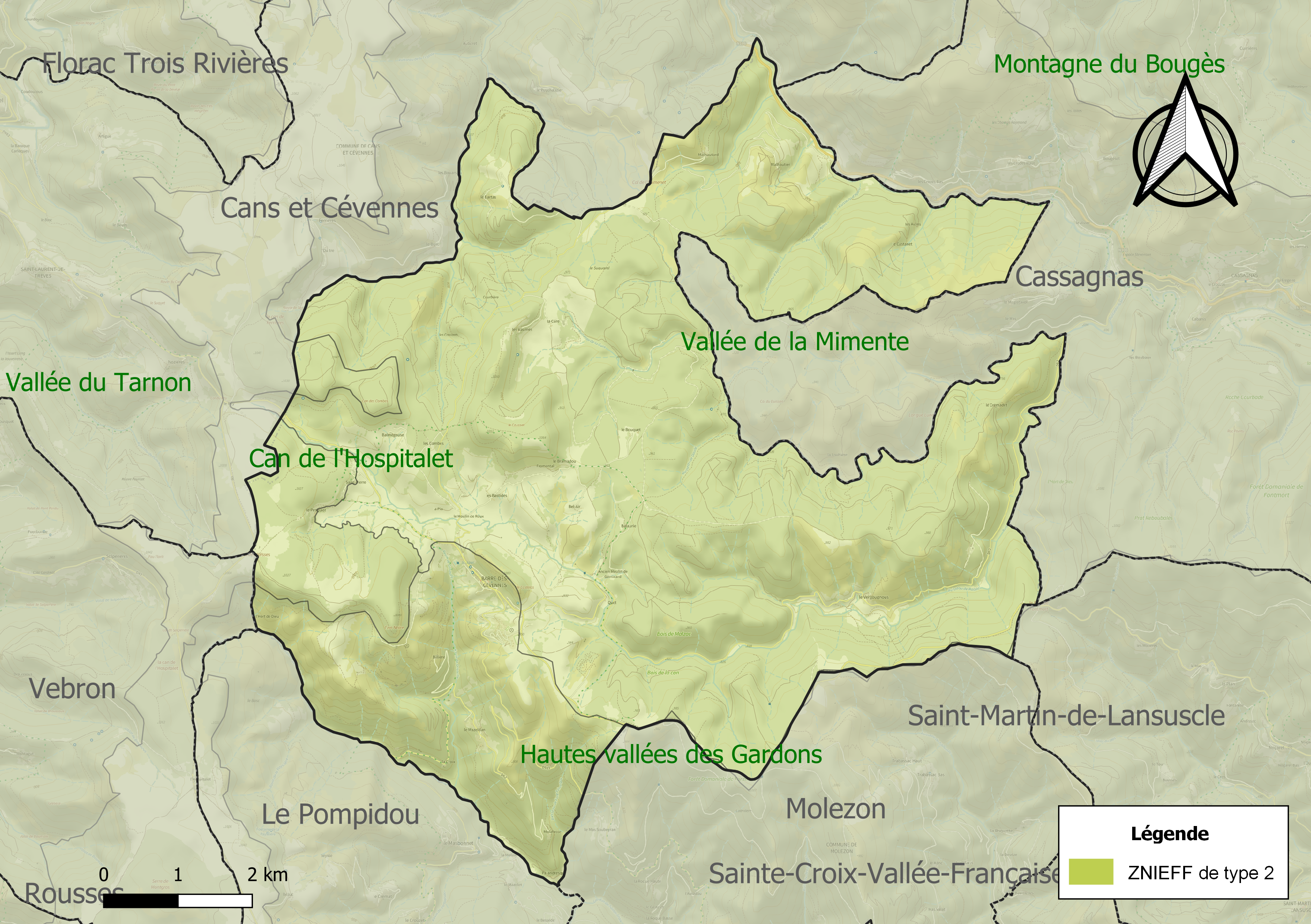
Carte des ZNIEFF de type 2 sur la commune.

## Urbanisme

### Typologie
Au 1er janvier 2024, Barre-des-Cévennes est catégorisée commune rurale à habitat dispersé, selon la nouvelle grille communale de densité à sept niveaux définie par l'Insee en 2022.
Elle est située hors unité urbaine et hors attraction des villes,.

### Occupation des sols
L'occupation des sols de la commune, telle qu'elle ressort de la base de données européenne d’occupation biophysique des sols Corine Land Cover (CLC), est marquée par l'importance des forêts et milieux semi-naturels (96,4 % en 2018), en augmentation par rapport à 1990 (94,9 %). La répartition détaillée en 2018 est la suivante : 
forêts (75,5 %), milieux à végétation arbustive et/ou herbacée (20,9 %), zones agricoles hétérogènes (2,7 %), zones urbanisées (0,9 %). L'évolution de l’occupation des sols de la commune et de ses infrastructures peut être observée sur les différentes représentations cartographiques du territoire : la carte de Cassini (XVIIIe siècle), la carte d'état-major (1820-1866) et les cartes ou photos aériennes de l'IGN pour la période actuelle (1950 à aujourd'hui).

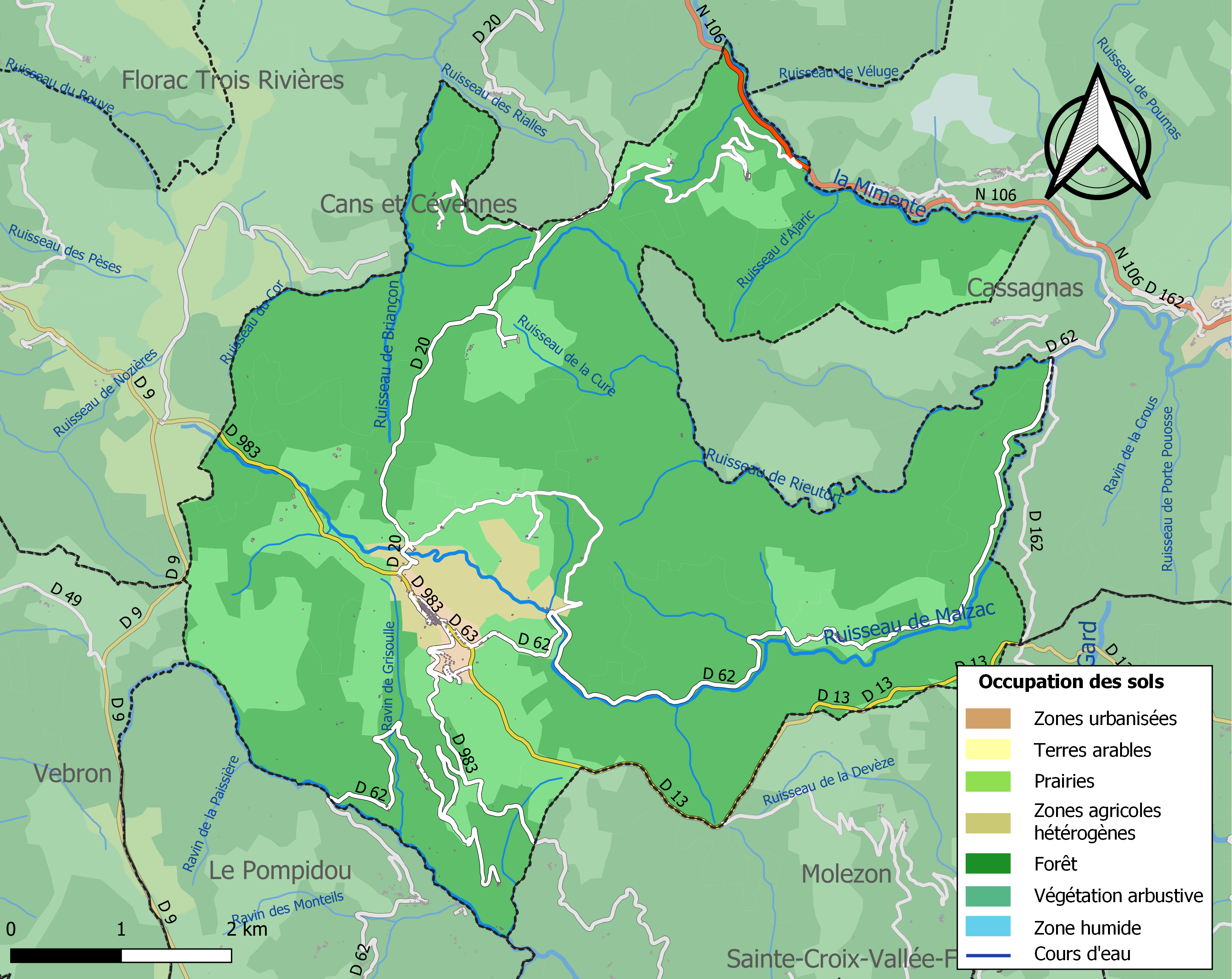
Carte des infrastructures et de l'occupation des sols de la commune en 2018 (CLC).

### Risques majeurs
Le territoire de la commune de Barre-des-Cévennes est vulnérable à différents aléas naturels : météorologiques (tempête, orage, neige, grand froid, canicule ou sécheresse), feux de forêts, mouvements de terrains et séisme (sismicité faible). Il est également exposé à un risque particulier : le risque de radon. Un site publié par le BRGM permet d'évaluer simplement et rapidement les risques d'un bien localisé soit par son adresse soit par le numéro de sa parcelle.

#### Risques naturels
Barre-des-Cévennes est exposée au risque de feu de forêt. Un plan départemental de protection des forêts contre les incendies (PDPFCI) a été approuvé en décembre 2014 pour la période 2014-2023. Les mesures individuelles de prévention contre les incendies sont précisées par divers arrêtés préfectoraux et s’appliquent dans les zones exposées aux incendies de forêt et à moins de 200 mètres de celles-ci. L’arrêté du 23 mars 2018, complété par un arrêté de 2020, réglemente l'emploi du feu en interdisant notamment d’apporter du feu, de fumer et de jeter des mégots de cigarette dans les espaces sensibles et sur les voies qui les traversent sous peine de sanctions. L'arrêté du 23 août 2021, abrogeant un arrêté de 2002, rend le débroussaillement obligatoire, incombant au propriétaire ou ayant droit,,.

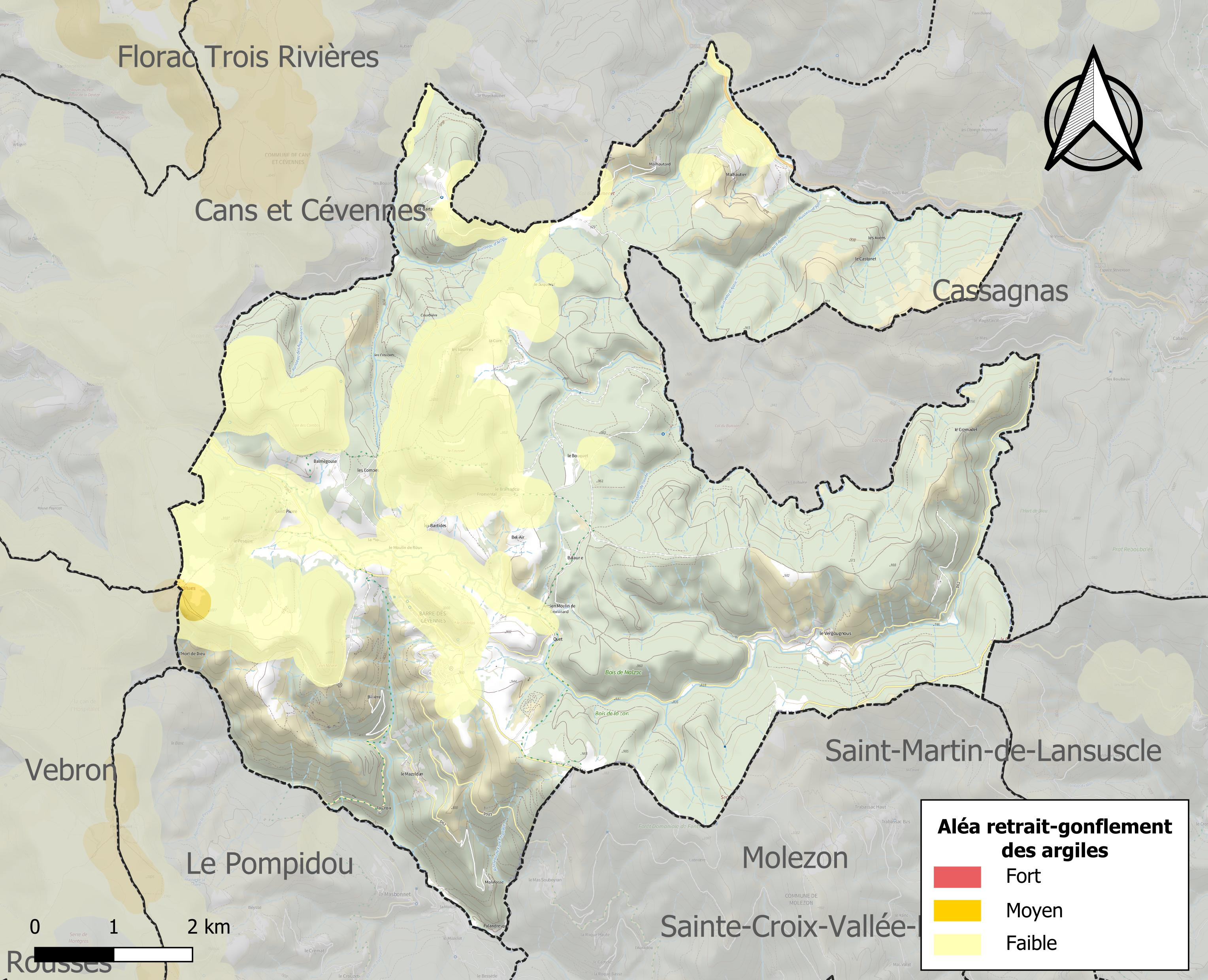
Carte des zones d'aléa retrait-gonflement des sols argileux de Barre-des-Cévennes.

Les mouvements de terrains susceptibles de se produire sur la commune sont des éboulements, chutes de pierres et de blocs et des glissements de terrain.
Le retrait-gonflement des sols argileux est susceptible d'engendrer des dommages importants aux bâtiments en cas d’alternance de périodes de sécheresse et de pluie. 0,3 % de la superficie communale est en aléa moyen ou fort (15,8 % au niveau départemental et 48,5 % au niveau national). Sur les 195 bâtiments dénombrés sur la commune en 2019, aucun n'est en aléa moyen ou fort, à comparer aux 14 % au niveau départemental et 54 % au niveau national. Une cartographie de l'exposition du territoire national au retrait gonflement des sols argileux est disponible sur le site du BRGM,.
Par ailleurs, afin de mieux appréhender le risque d’affaissement de terrain, l'inventaire national des cavités souterraines permet de localiser celles situées sur la commune.
La commune a été reconnue en état de catastrophe naturelle au titre des dommages causés par les inondations et coulées de boue survenues en 1982, 1994, 2003, 2011 et 2020.

#### Risque particulier
Dans plusieurs parties du territoire national, le radon, accumulé dans certains logements ou autres locaux, peut constituer une source significative d’exposition de la population aux rayonnements ionisants. Certaines communes du département sont concernées par le risque radon à un niveau plus ou moins élevé. Selon la classification de 2018, la commune de Barre-des-Cévennes est classée en zone 3, à savoir zone à potentiel radon significatif.

## Toponymie
À rapprocher du gaulois *barr- qui a dû signifier "barrière, obstacle" d'où « escarpement rocheux, à-pic, falaise », de la  racine pré-indo-européenne *bal/*bar, même sens Baro ou Bàrro en occitan alpin a le sens de vire, « bande de terrain de forme allongée ».
En ancien occitan barra signifie aussi "droit de circulation dont le produit est
affecté à l'entretien des routes" et encore "emplacement où se trouve l'habitation du
fermier levant le droit de barre". En effet, il fallait s'acquitter de cette taxe pour obtenir la levée de la barrière fermant le passage.

## Histoire
Barre était le siège de l'une des douze seigneuries gentilhommières du Gévaudan, donnant droit d'entrée aux États particuliers du Gévaudan. Le château du seigneur de Barre était situé sur le promontoire au-dessus du village.
La région fut particulièrement marquée par la révolte des Camisards au début du XVIIIe siècle.

## Politique et administration

### Découpage territorial
La commune de Barre-des-Cévennes est membre de la communauté de communes Gorges Causses Cévennes, un établissement public de coopération intercommunale (EPCI) à fiscalité propre créé le 30 novembre 2016 dont le siège est à Florac Trois Rivières. Ce dernier est par ailleurs membre d'autres groupements intercommunaux.
Sur le plan administratif, elle est rattachée à l'arrondissement de Florac, à la circonscription administrative de l'État de la Lozère et à la région Occitanie.
Sur le plan électoral, elle dépend du canton du Collet-de-Dèze pour l'élection des conseillers départementaux, depuis le redécoupage cantonal de 2014 entré en vigueur en 2015, et de la circonscription de la Lozère  pour les élections législatives, depuis le dernier découpage électoral de 2010.

## Démographie
L'évolution du nombre d'habitants est connue à travers les recensements de la population effectués dans la commune depuis 1793. Pour les communes de moins de 10 000 habitants, une enquête de recensement portant sur toute la population est réalisée tous les cinq ans, les populations de référence des années intermédiaires étant quant à elles estimées par interpolation ou extrapolation. Pour la commune, le premier recensement exhaustif entrant dans le cadre du nouveau dispositif a été réalisé en 2005.

En 2022, la commune comptait 200 habitants, en évolution de −2,44 % par rapport à 2016 (Lozère : +0,11 %, France hors Mayotte : +2,11 %).
| 1793 | 1800 | 1806 | 1821 | 1831  | 1836 | 1841 | 1846 | 1851 |
| ---- | ---- | ---- | ---- | ----- | ---- | ---- | ---- | ---- |
| 483  | 490  | 505  | 499  | 1 034 | 758  | 717  | 680  | 735  |

| 1856 | 1861 | 1866 | 1872 | 1876 | 1881 | 1886 | 1891 | 1896 |
| ---- | ---- | ---- | ---- | ---- | ---- | ---- | ---- | ---- |
| 745  | 710  | 696  | 655  | 662  | 680  | 625  | 566  | 546  |

| 1901 | 1906 | 1911 | 1921 | 1926 | 1931 | 1936 | 1946 | 1954 |
| ---- | ---- | ---- | ---- | ---- | ---- | ---- | ---- | ---- |
| 529  | 529  | 520  | 381  | 374  | 358  | 371  | 293  | 241  |

| 1962 | 1968 | 1975 | 1982 | 1990 | 1999 | 2005 | 2006 | 2010 |
| ---- | ---- | ---- | ---- | ---- | ---- | ---- | ---- | ---- |
| 207  | 201  | 152  | 214  | 187  | 180  | 199  | 202  | 204  |

| 2015 | 2020 | 2022 | - | - | - | - | - | - |
| ---- | ---- | ---- | - | - | - | - | - | - |
| 199  | 204  | 200  | - | - | - | - | - | - |

## Économie

### Revenus
En 2018, la commune compte 112 ménages fiscaux, regroupant 221 personnes. La médiane du revenu disponible par unité de consommation est de 16 140 € (20 420 € dans le département).

### Emploi
|                | 2008  | 2013  | 2018  |
| -------------- | ----- | ----- | ----- |
| Commune        | 11 %  | 8,9 % | 3,6 % |
| Département    | 5 %   | 6,4 % | 7,1 % |
| France entière | 8,3 % | 10 %  | 10 %  |

En 2018, la population âgée de 15 à 64 ans s'élève à 111 personnes, parmi lesquelles on compte 83 % d'actifs (79,5 % ayant un emploi et 3,6 % de chômeurs) et 17 % d'inactifs,. En  2018, le taux de chômage communal (au sens du recensement) des 15-64 ans est inférieur à celui de la France et du département, alors qu'en 2008 la situation était inverse.
La commune est hors attraction des villes,. Elle compte 51 emplois en 2018, contre 57 en 2013 et 58 en 2008. Le nombre d'actifs ayant un emploi résidant dans la commune est de 91, soit un indicateur de concentration d'emploi de 55,9 % et un taux d'activité parmi les 15 ans ou plus de 55,8 %.
Sur ces 91 actifs de 15 ans ou plus ayant un emploi, 37 travaillent dans la commune, soit 41 % des habitants. Pour se rendre au travail, 74,7 % des habitants utilisent un véhicule personnel ou de fonction à quatre roues, 1,1 % les transports en commun, 12,1 % s'y rendent en deux-roues, à vélo ou à pied et 12,1 % n'ont pas besoin de transport (travail au domicile).

## Culture locale et patrimoine

### Lieux et monuments
- Village typique des Cévennes : maisons des XVe, XVIe, et XVIIe siècles.
- Châteaux ruinés de Terre-Rouge et du Castelas.
- Au Plan de Fontmort, menhir et monument commémoratif de la révolte des Camisards.
- Église romane de Notre-Dame-de-l'Assomption, probablement édifiée au XIIe siècle et classée monument historique en 1931.
- Temple de l’Église protestante unie de France de Barre-des-Cévennes.
- L'Hôtel de la Corniche (1920-1925).
- Le ferradou.

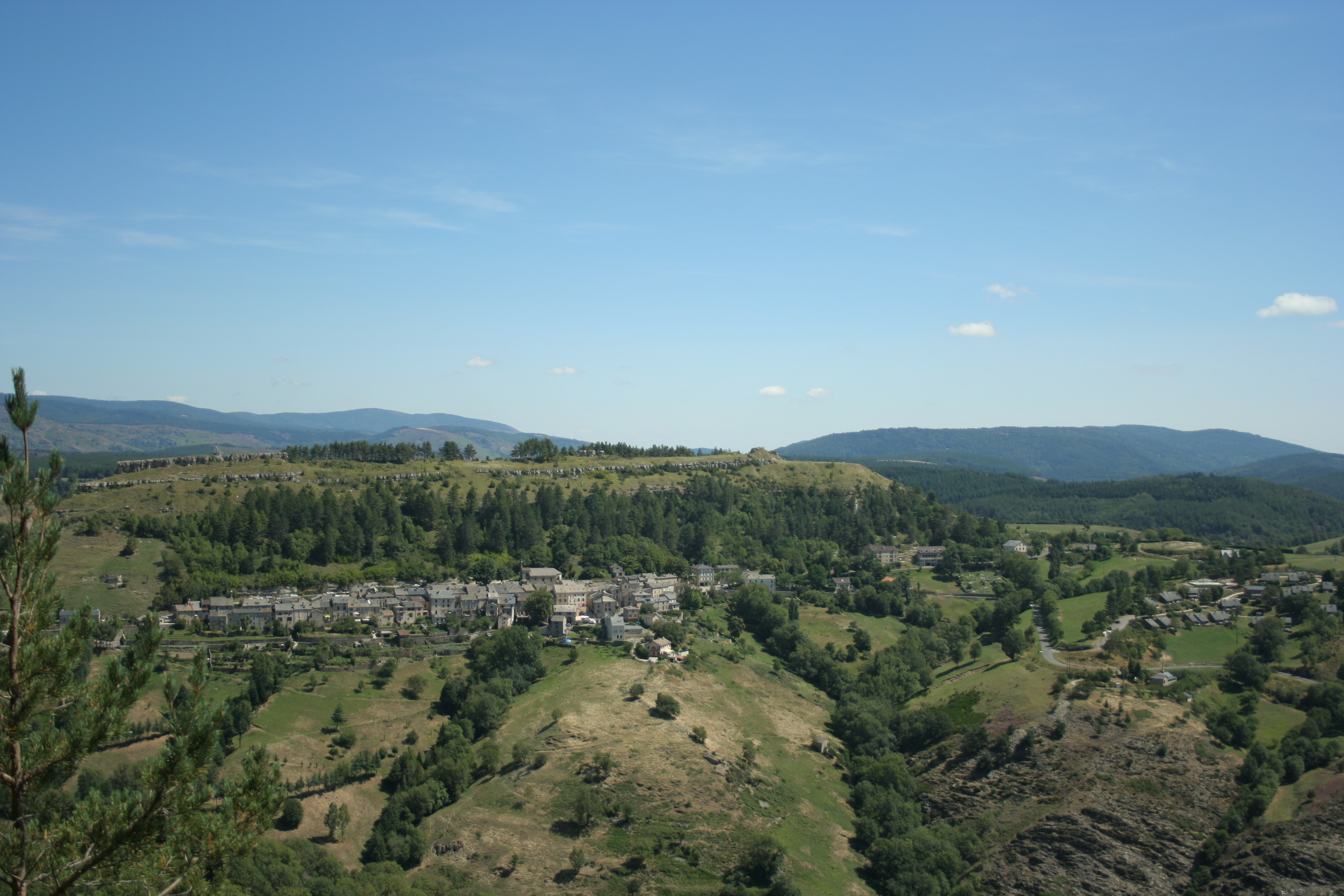
Vue de Barre-des-Cévennes depuis La Can Noire.
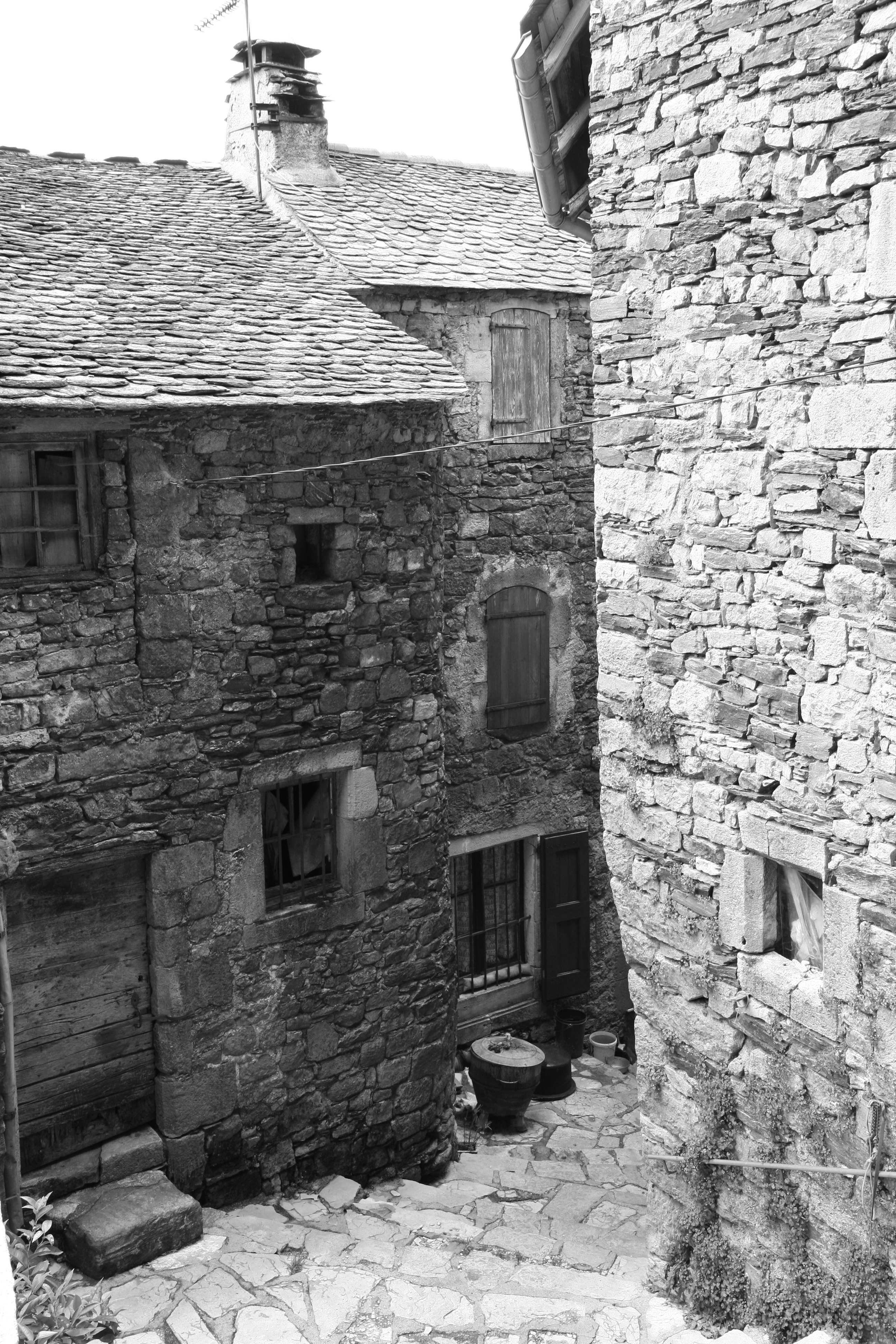
Trois vues successives à partir de la place de la Bladarié, devant l'église.
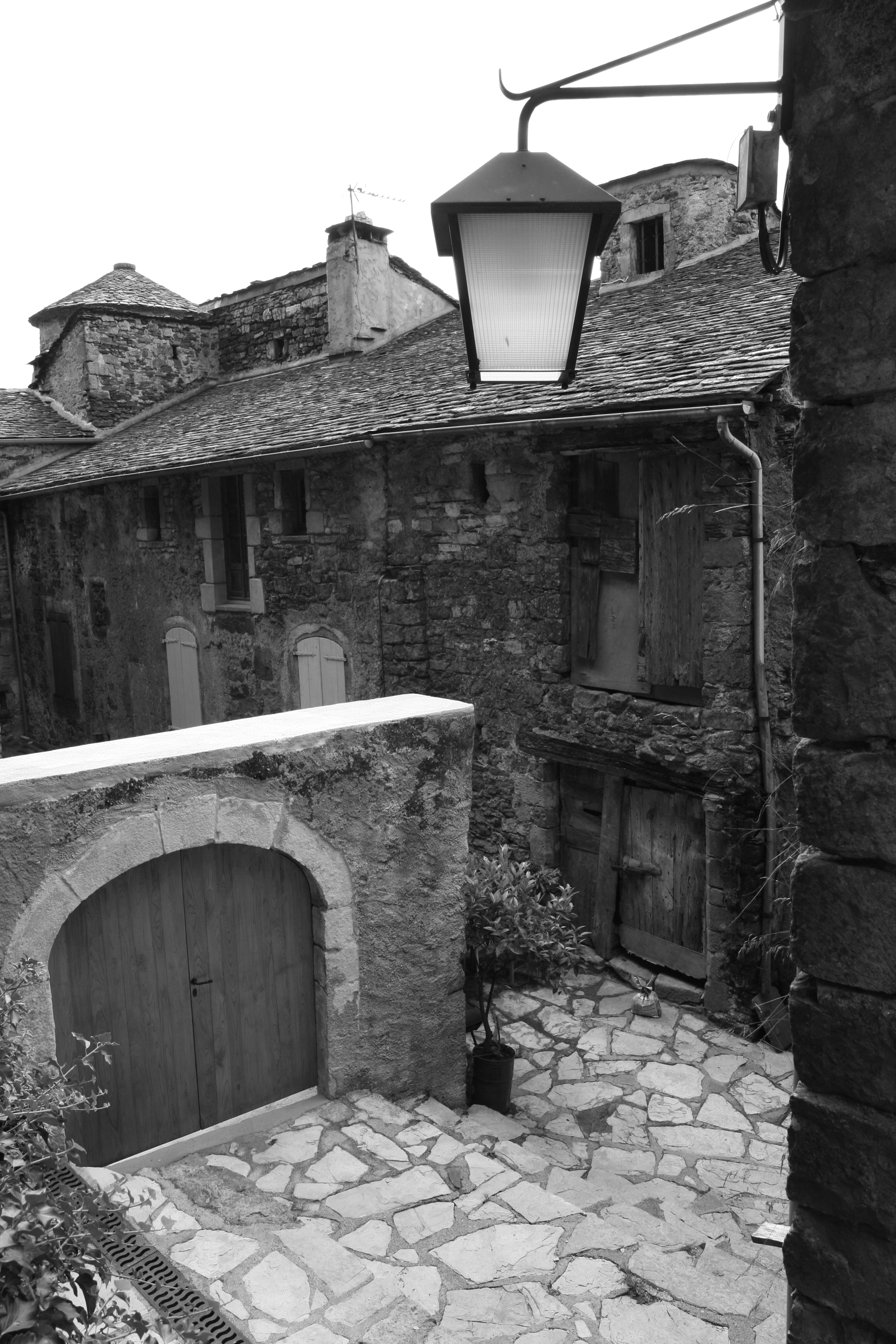
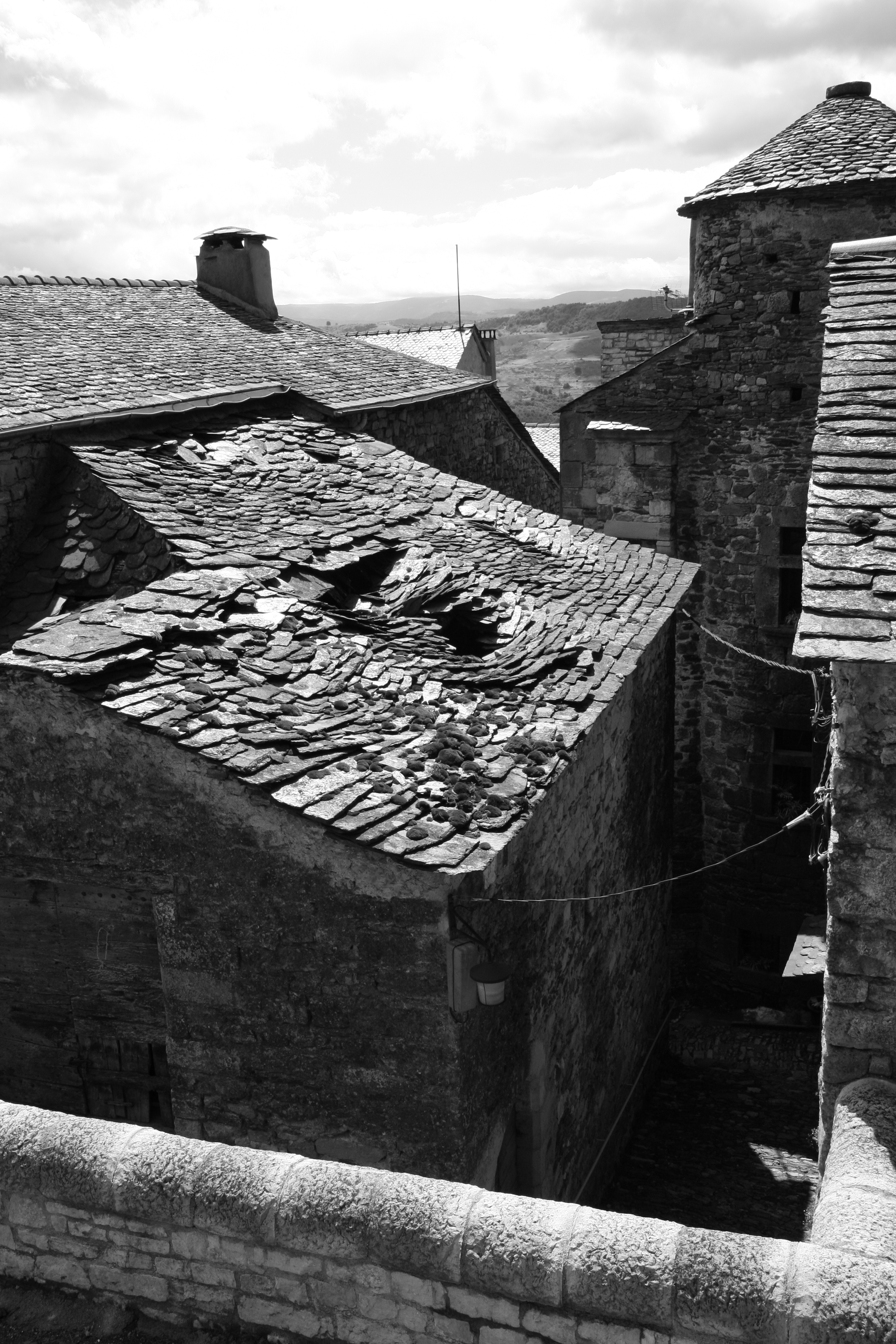
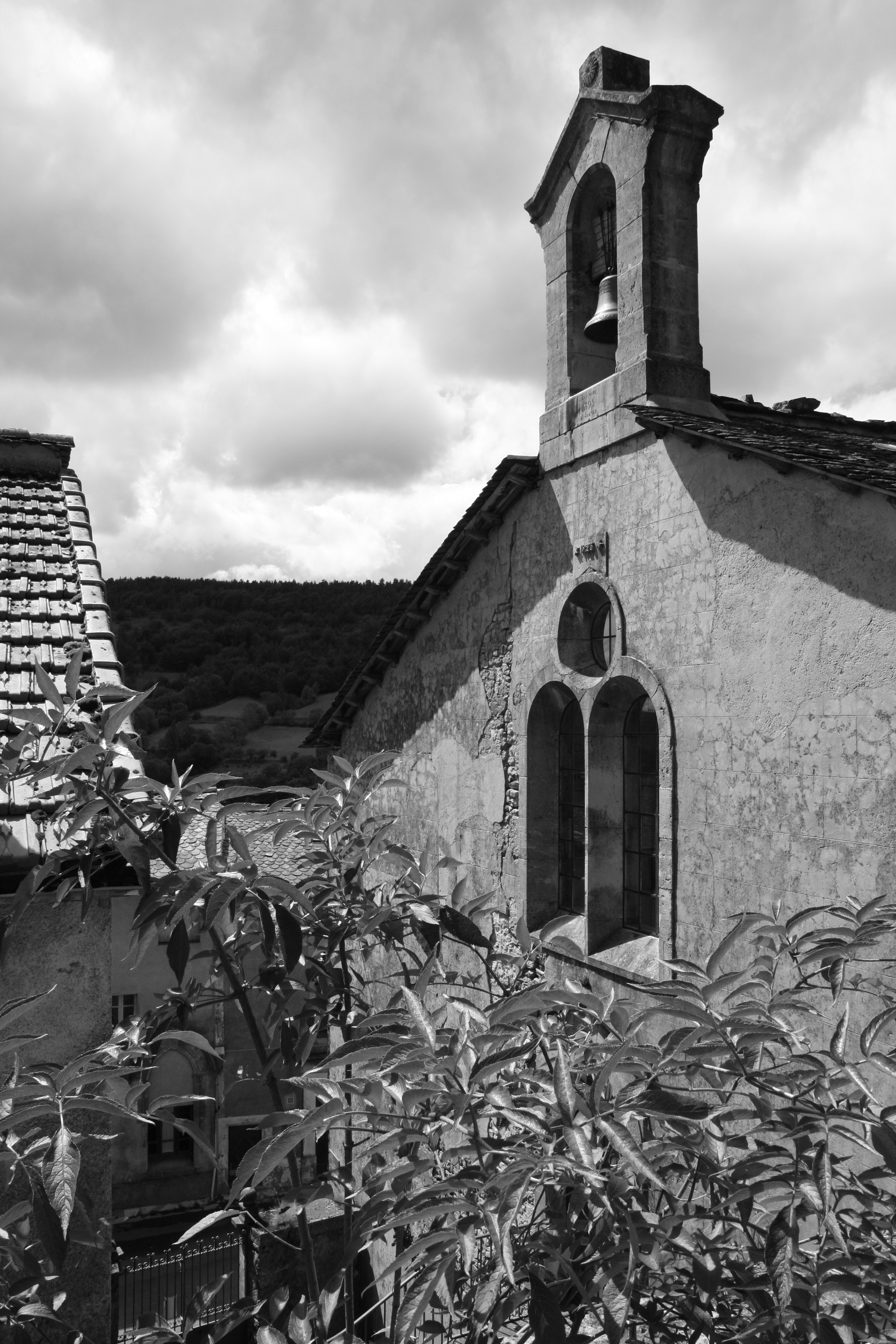
Vue sur le temple, érigé en 1608 près de l'église.
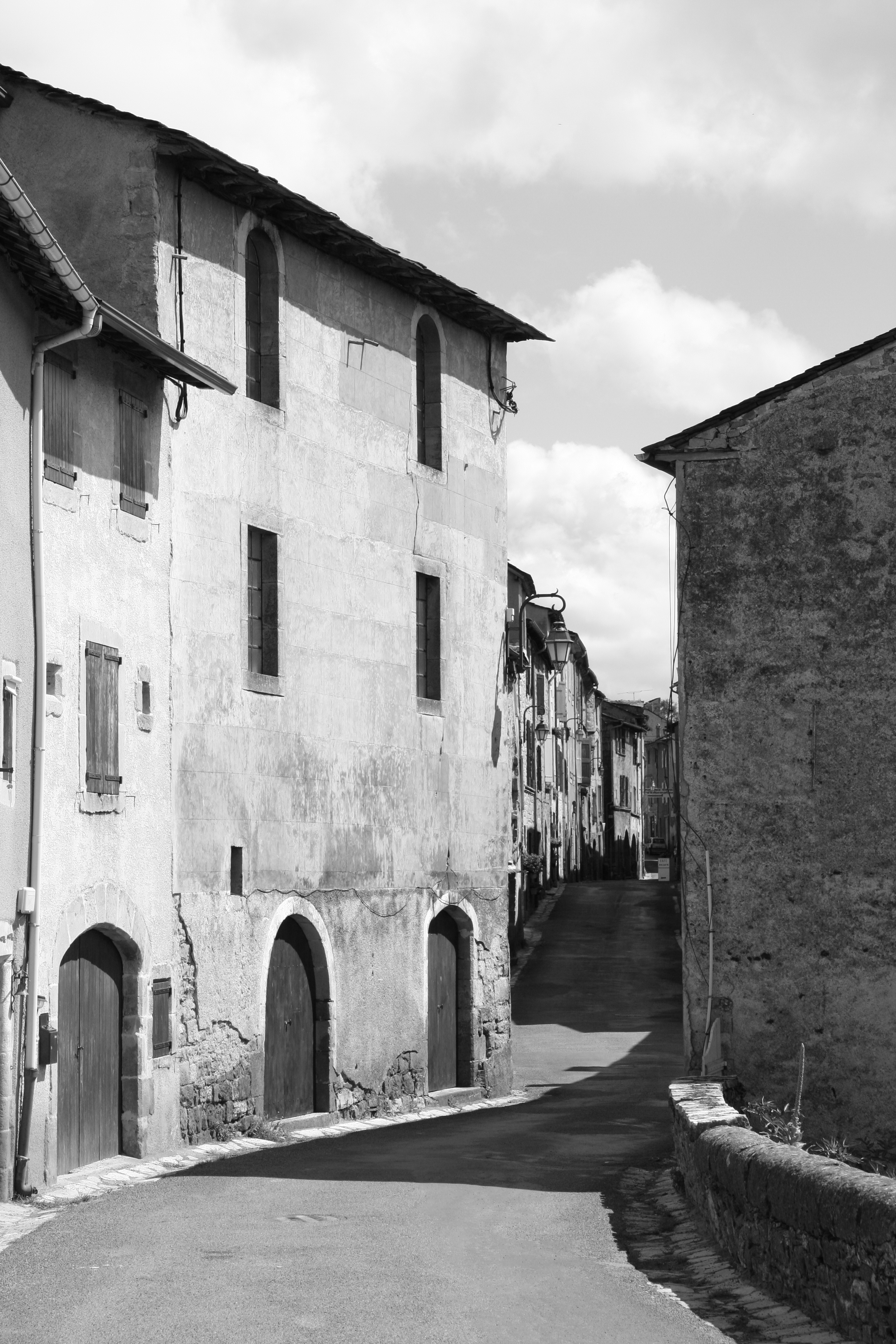
Grand Rue (D 983).
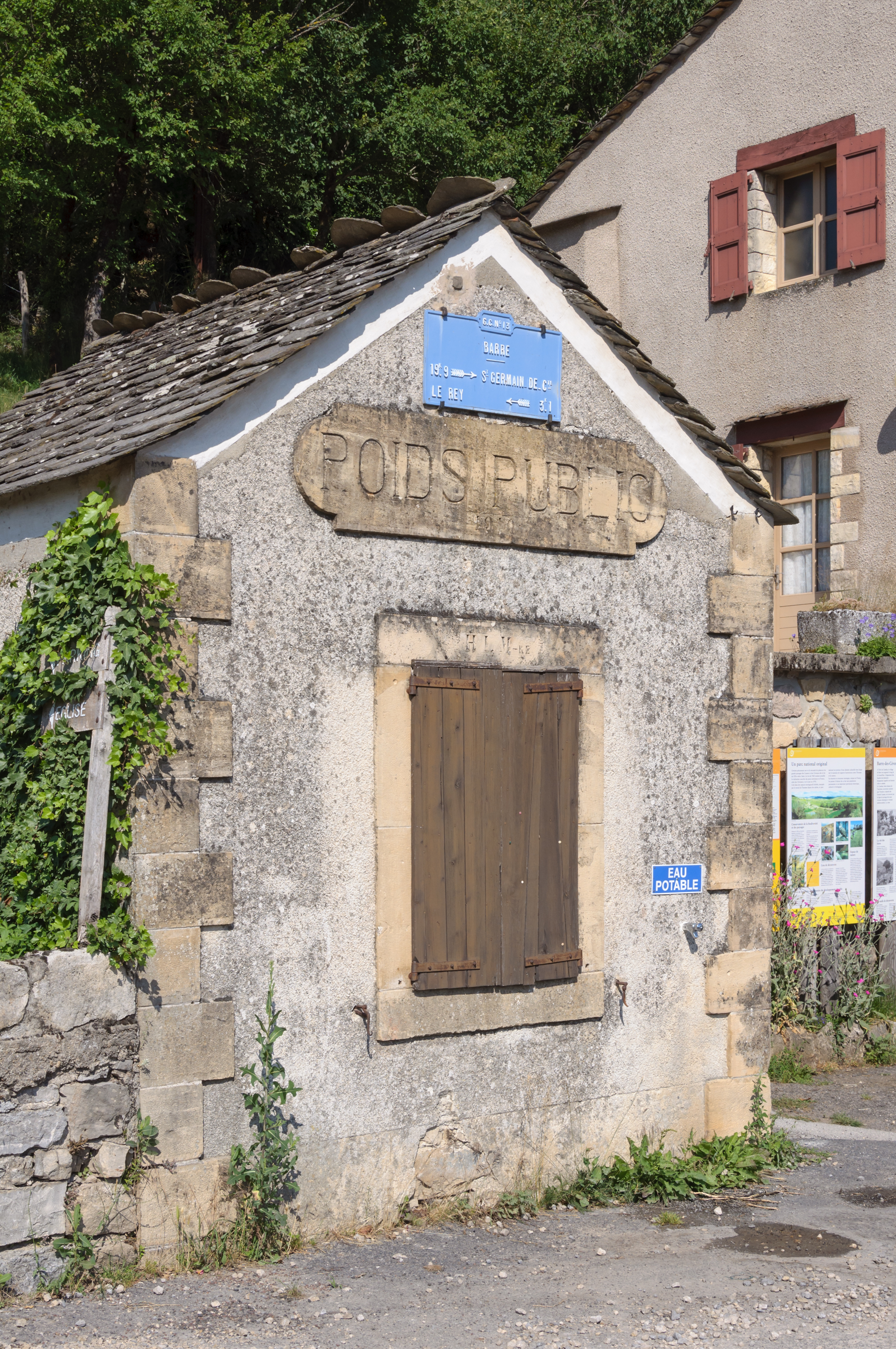
Ancien poids public place de la Loue, où se faisait l'embauche lors des foires.
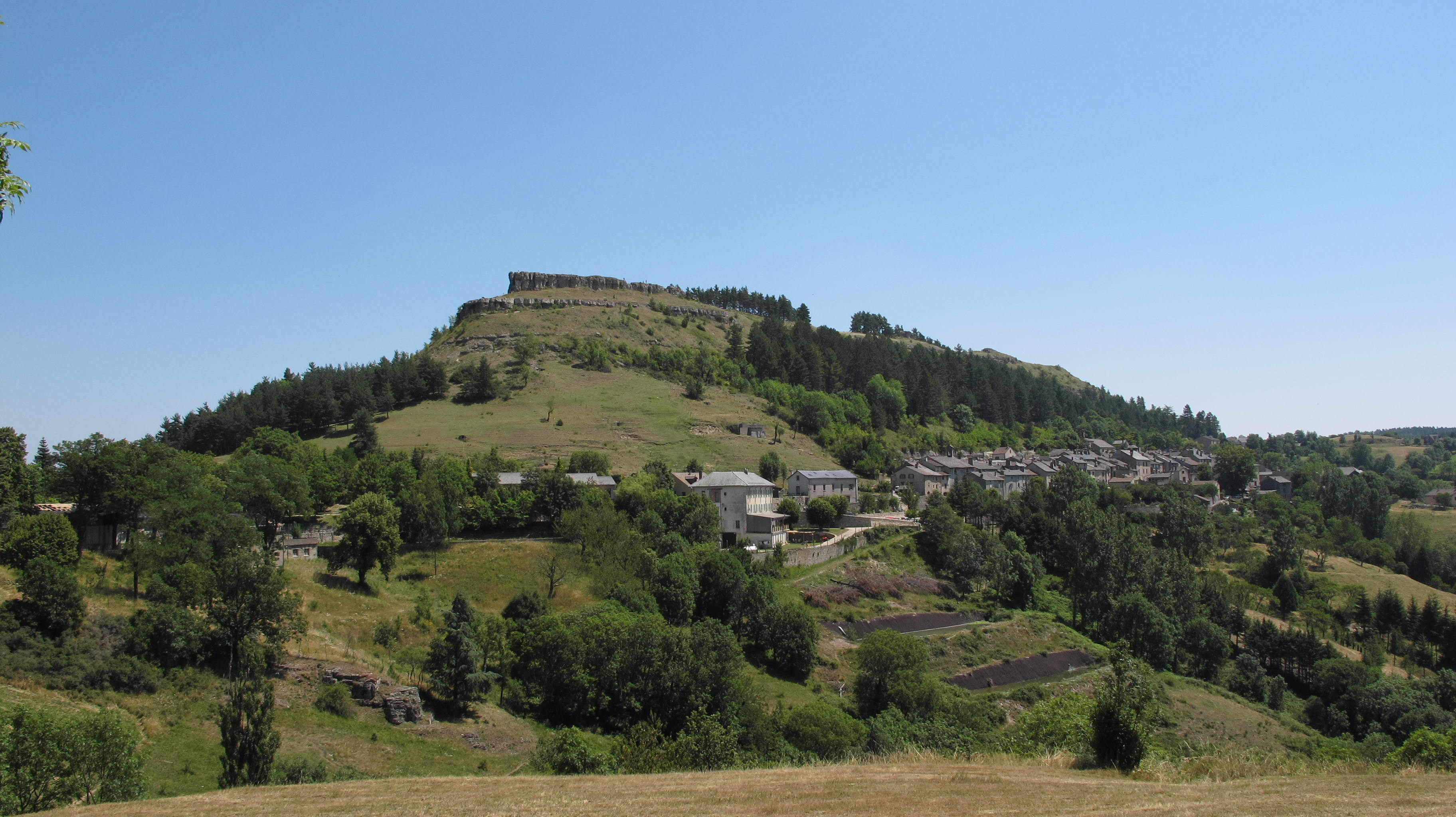
Vue du Village de Barre-des-Cévennes en 2012.

### Personnalités liées à la commune
- Élie Marion (1678-1713), chef camisard natif de Barre-des-Cévennes.
- Jean-Paul Chabrol (1947-), historien, y réside[47].
- Henri Canonge (1914-1981), ingénieur agronome, y est né.
- Raymond Depardon photographie les maisons de la grande rue le 19 septembre 2020.

### Héraldique
| Barre-des-Cévennes | Le blasonnement de Barre-des-Cévennes est : d'argent aux deux fasces de gueules. Il reprend celui de la seigneurie de Barre. |